# Ever since
「ever since」（エヴァー・シンス）は、SAYAKA（現：神田沙也加）のデビュー・シングル。2002年5月9日にSony Recordsより発売された。自身最大のヒット曲である。

## 解説
- 歌手としてのデビュー・シングルで、作詞はSAYAKA、作曲はthe brilliant greenのメンバーである奥田俊作が担当した[3]。
- 表題曲はアルバム『Doll』に収録され、カップリング曲の「How do you do?」はアルバム未収録となっている。
- 初回限定盤はデジパックが採用され、ジャケットも通常盤とは異なる。
- 週間シングルチャートで初登場5位を記録し、累計で12.4万枚を売り上げるスマッシュ・ヒットとなった。
- 現時点でシングル、アルバム含めて神田の作品では唯一のTOP10入りとなっている。

## 収録内容
| 全作詞: SAYAKA。 |                                                                                   |           |           |                                   |      |
| #                | タイトル                                                                          | 作詞      | 作曲      | 編曲                              | 時間 |
| 1.               | 「ever since」(フジテレビ系ドラマ『ビッグマネー!〜浮世の沙汰は株しだい〜』主題歌) | SAYAKA    | 奥田俊作  | 松岡モトキ                        | 6:03 |
| 2.               | 「How do you do?」(江崎グリコ “パナップ” CMソング)                                | SAYAKA    | Shine     | Shine / Taigo Sato / Naoki Takada | 4:45 |
| 3.               | 「ever since (backtracks)」                                                       | SAYAKA    |           |                                   | 6:00 |
| 合計時間:        | 合計時間:                                                                         | 合計時間: | 合計時間: | 16:48                             |      |

## カバー
How do you do?
- 萩原雪歩（浅倉杏美）（2013年、一番くじプレミアム THE IDOLM@STER PART1 F賞景品『ミュージックディスクコレクション』収録）